# Hands Off Gretel
 (mai 2023).
La mise en forme du texte ne suit pas les recommandations de Wikipédia : il faut le « wikifier ».
Les points d'amélioration suivants sont les cas les plus fréquents. Le détail des points à revoir est peut-être précisé sur la page de discussion.
- Les titres sont pré-formatés par le logiciel. Ils ne sont ni en capitales, ni en gras.
- Le texte ne doit pas être écrit en capitales (les noms de famille non plus), ni en gras, ni en italique, ni en « petit »…
- Le gras n'est utilisé que pour surligner le titre de l'article dans l'introduction, une seule fois.
- L'italique est rarement utilisé : mots en langue étrangère, titres d'œuvres, noms de bateaux, etc.
- Les citations ne sont pas en italique mais en corps de texte normal. Elles sont entourées par des guillemets français : « et ».
- Les listes à puces sont à éviter, des paragraphes rédigés étant largement préférés. Les tableaux sont à réserver à la présentation de données structurées (résultats, etc.).
- Les appels de note de bas de page (petits chiffres en exposant, introduits par l'outil «  Source ») sont à placer entre la fin de phrase et le point final[comme ça].
- Les liens internes (vers d'autres articles de Wikipédia) sont à choisir avec parcimonie. Créez des liens vers des articles approfondissant le sujet. Les termes génériques sans rapport avec le sujet sont à éviter, ainsi que les répétitions de liens vers un même terme.
- Les liens externes sont à placer uniquement dans une section « Liens externes », à la fin de l'article. Ces liens sont à choisir avec parcimonie suivant les règles définies. Si un lien sert de source à l'article, son insertion dans le texte est à faire par les notes de bas de page.
- La présentation des références doit suivre les conventions bibliographiques. Il est recommandé d'utiliser les modèles {{Ouvrage}}, {{Chapitre}}, {{Article}}, {{Lien web}} et/ou {{Bibliographie}}. Le mode d'édition visuel peut mettre en forme automatiquement les références.
- Insérer une infobox (cadre d'informations à droite) n'est pas obligatoire pour parachever la mise en page.

Pour une aide détaillée, merci de consulter Aide:Wikification.
Si vous pensez que ces points ont été résolus, vous pouvez retirer ce bandeau et améliorer la mise en forme d'un autre article.
 (mai 2023).
Pour les articles homonymes, voir Gretel (homonymie).
Hands Off Gretel est un groupe de rock affilié à la scène punk britannique, formé en 2015 à Barnsley, dans le Yorkshire du Sud. En 2022, la dernière composition du groupe est la suivante : Lauren Tate (guitare et chant), Sean Bon (guitare), Sam Hobbins (batterie) et Becky Baldwin (basse). Le groupe est apparu dans des médias tels que Basingstoke Gazette (en), dans le magazine musical Vive Le Rock (en) et le site web Louder Than War (en). Leur musique explore souvent les thèmes de la solitude, de la culpabilité et de la jeunesse des jeunes femmes.

## Histoire
Le groupe s'est formé en 2015, Tate ayant déjà sorti un album en tant qu'artiste solo. Le Basingstoke Gazette rapporte, lors d'un concert à Southampton que "La chanteuse de Hands Off Gretel, Lauren Tate, s'est donné pour mission de faire en sorte que les jeunes femmes aient une voix dans l'industrie musicale d'aujourd'hui." Tate est également crédité pour les vidéos du groupe, les pochettes d'album et la conception de la merchandising du groupe.
En 2016, ils sortent leur premier album Burn The Beauty Queen, qui reçoit les louanges de Ged Babey dans Louder Than War : "un album massif et ambitieux qui marque le début d'une carrière qui pourrait bien les voir devenir aussi grands que Nirvana, Marilyn Manson ou Miley Cyrus."
Leur performance au Great British Alternative Festival, dans la station balnéaire "Butlins" à Skegness, a été rapporté par le magazine Vive Le Rock. La critique Paula Frost a commenté la façon dont Lauren Tate "est entrée sur scène avec un autre look emblématique, cette fois vêtue d'or avec des lignes dessinées sur son visage [. . . ] Elle sait comment faire craquer le public."
Un deuxième album I Want The World sort le 29 mars 2019. Paula Frost de Vive Le Rock a décerné à l'album 8/10, commentant "Ce n'est pas souvent que vous obtenez un groupe qui peut faire ressentir à la fois de l'intimidation et de la gentillesse." Plus tard cette année-là, Tate sort un nouvel album solo, Songs for Sad Girls.

## Discographie

### Hands Off Gretel

#### Albums studio
- Burn The Beauty Queen (Hands Off Gretel, 2016)[7]
- I Want The World (Puke Pop, 2019)

#### Album de démos
- Bedroom Sessions (Hands Off Gretel, 2016)[7]

#### Singles/ EP
- Be Mine (Hands Off Gretel, 2015)[7]
- My Size (Hands Off Gretel, 2016)[7]
- The Angry EP (Puke Pop, 2020)[7]

#### Compilations
- Devolution Issue 41 - Devolution magazine[7]

### Carrière solo de Lauren Tate

#### Albums Studio
- The Bankrupt Sessions (Lauren Tate, 2013)[8]
- Love Songs (Lauren Tate, 2016)[8]
- Songs For Sad Girls (Trash Queen Records, 2019)[9]

#### Singles/EP
- Trapped In My Skin (Lauren Tate, 2014)[8]
- My Reflection (Lauren Tate, 2014)[8]

#### MP3 singles
- You Know I'm No Good (Lauren Tate, 2017)[8]
- What's Up (Lauren Tate, 2017)[8]
- Dear Mr President (Lauren Tate, 2017)[8]
- Down In A Hole (Tribute To Layne Staley) (Lauren Tate, 2017)[8]